# Nudi per vivere
Nudi per vivere è un documentario del 1963 diretto da  Giuliano Montaldo, Elio Petri e Giulio Questi con lo pseudonimo di Elio Montesti.
Venne sequestrato dalla procura e il giudice ne impose la distruzione del negativo. Una copia del film è stata poi ritrovata anni dopo presso gli archivi della Cineteca nazionale e proiettata durante la 66ª Mostra internazionale d'arte cinematografica di Venezia.

## Trama
Il lungometraggio è composto di una serie di numeri di varietà ripresi in vari locali notturni di Parigi.